# Tollundmannen

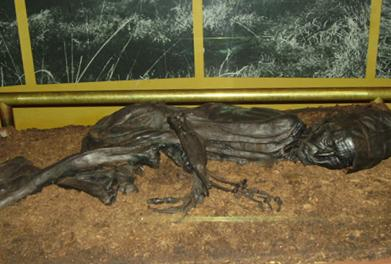
Tollundmannen.

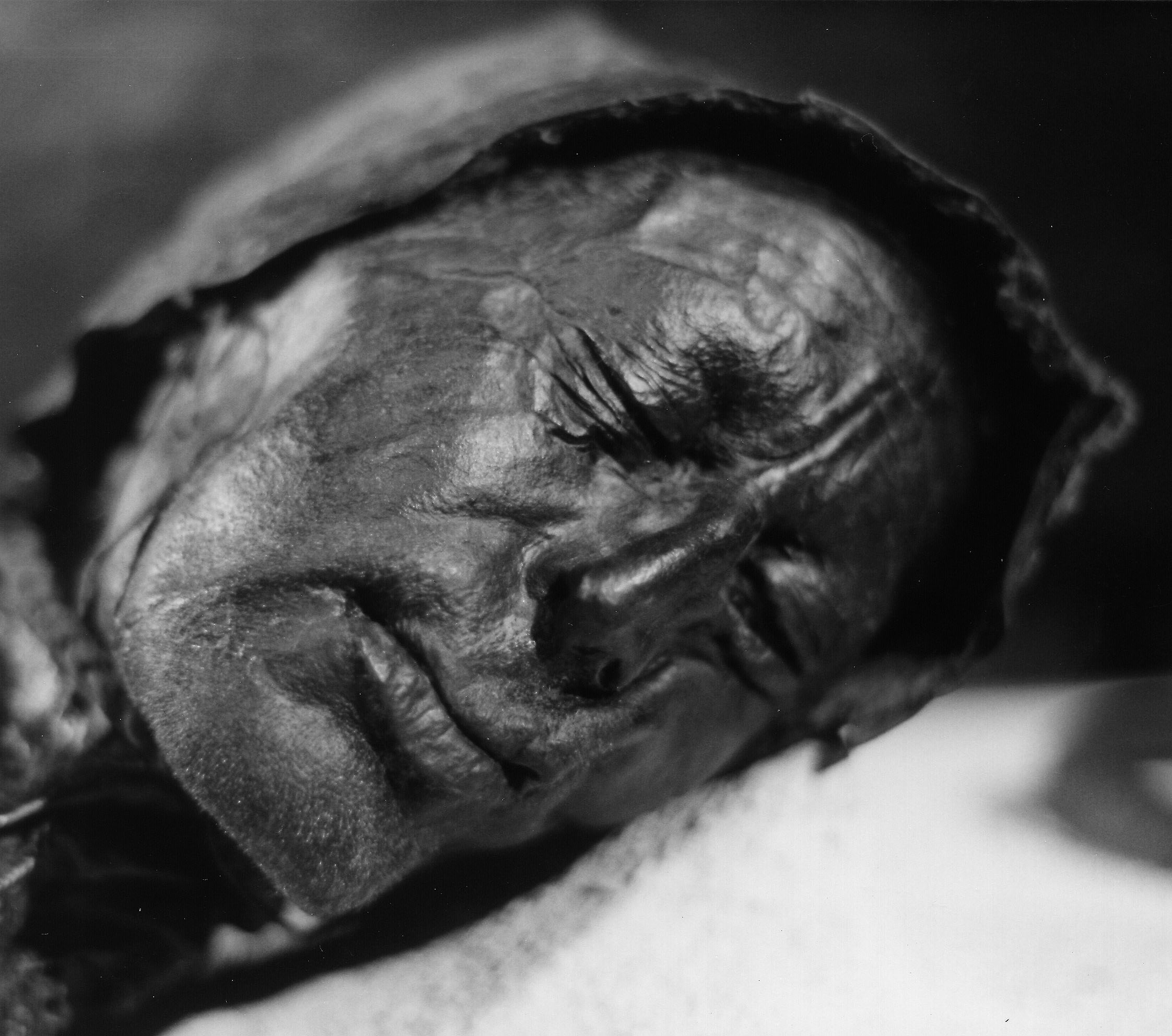
Tollundmannens välbevarade huvud.

Tollundmannen är ett så kallat mosslik som påträffades vid torvgrävning i en mosse vid Bjældskovdal i Jylland den 6 maj 1950. När kroppen hittades, antogs först att det var frågan om ett lik efter ett mord i modern tid, men snart klarlades att det var fråga om ett fall för arkeologer. Mannen dödades genom hängning, och snaran om halsen finns fortfarande bevarad. Avrättningen skedde omkring 400 före Kristus. En kol-14 analys har fastställt tidpunkten till mellan 405 och 384 f.Kr.
Tolv år tidigare hade Ellingkvinnan påträffats i samma torvmosse.
Tollundmannen blev 30–40 år. Hans hår är kortklippt och rödfärgat; färgen är en missfärgning av mossvattnet. Ett röntgenfoto av kroppen direkt efter upptagningen ur mossen visar att alla inre organ var bevarade. Magsäckens och tarmarnas innehåll avslöjar att den sista måltiden, intagen 12–24 timmar före döden, bestod av gröt eller välling. Sår på de välbevarade fötternas fotsulor visade att mannen brukade gå barfota.
Tollundmannen kan i dag beskådas på Silkeborg Museum på Silkeborg Hovedgård i Jylland.